# Manila Cavemen
I Manila Cavemen sono una squadra di football americano di Manila, nelle Filippine.

## Dettaglio stagioni

### Tornei nazionali

#### Campionato

##### PAFL
| Stagione | regular season | regular season | regular season | regular season | regular season | regular season | playoff | playoff | playoff | playoff | playoff | playoff   | playoff       |
|          | Vin            | Par            | Per            | Tot            | PF             | PS             | Vin     | Per     | Tot     | PF      | PS      | risultato | avversaria    |
| -------- | -------------- | -------------- | -------------- | -------------- | -------------- | -------------- | ------- | ------- | ------- | ------- | ------- | --------- | ------------- |
| 2017     | 3              | 0              | 1              | 4              | 98             | 35             | 1       | 1       | 2       | 22      | 22      | Finale    | Manila Wolves |
| 2018     | 4              | 0              | 1              | 5              | 213            | 50             | 1       | 1       | 2       | 48      | 49      | Finale    | Manila Wolves |
| Totale   | 7              | 0              | 2              | 9              | 311            | 85             | 2       | 2       | 4       | 70      | 71      |           |               |

Fonti: Enciclopedia del Football - A cura di Roberto Mezzetti

### Riepilogo fasi finali disputate
| Anno             | Luogo | Evento | Fase del torneo | Incontro                       | Risultato |
| 19 novembre 2017 |       | PAFL   | Finale          | Manila Wolves - Manila Cavemen | 22 - 16   |
| 1º dicembre 2018 |       | PAFL   | Finale          | Manila Wolves - Manila Cavemen | 37 - 20   |